# Michael Lassel

Michael Lassel (* 19. Dezember 1948 in Logig, Siebenbürgen, Rumänien) ist freischaffender Kunstmaler im Bereich des Trompe-l’œil.

## Leben
Lassel studierte von 1968 bis 1972 Malerei an der Kunstakademie in Bukarest; danach arbeitete er zunächst als Kunsterzieher am Deutschen Gymnasium in Schäßburg.

1986 zog er mit seiner Familie nach Deutschland, wo er seitdem als freischaffender Künstler im fränkischen Fürth lebt und arbeitet.

## Werk
Michael Lassel begann in Rumänien zunächst abstrakt zu malen und wendete sich dann dem Surrealismus zu. Seit 1989 gehört er zu den Malern des Trompe-l’œil / Réalité, auch Trompe-l’œil de chevalet genannt, eine Bewegung, welche 1955 in Frankreich als moderne Variante des Trompe-l’œil gegründet wurde. Im altmeisterlichen Stil malt er Stillleben. Michael Lassels Bilder wurden bereits in mehreren Ausstellungen weltweit gezeigt, vor allem in Deutschland aber auch in Paris.

## Einzelausstellungen
- 1991 Galerie Phantastica, Nürnberg
- 1992 Postakademie, Bad Honnef
- 1993 Stadttheater, Fürth
- 1994 Galerie Barthelmeß, Nürnberg
- 1997 Mercedes Galerie. Niederlassung Nürnberg
- 2007 Dem Schein nach...-Sparkasse, Fürth
- 2008 Sicht der Dinge, Martin-von-Wagner Museum der Universität Würzburg
- 2008 Bild und Trugbild, Remisengalerie Schloss Philippsruhe, Hanau
- 2008 Capriccio, Städtische Galerie Bürgerhaus, Schwabach
- 2011 European Art Gallery, Bukarest
- 2011 Intermundi - Die faszinierenden Bildwelten des Malers Michael Lassel , Galerie Grandel, Bad Rappenau
- 2012 Ans Licht gebracht, Rathausgalerie Ebersberg
- 2014 Michael Lassel - Malerei, Galerie Art Affair Regensburg
- 2015 Analoge Welten, Tiny Griffon Gallery Nürnberg
- 2015 Generalkonsulat Rumäniens in München
- 2015 Galerie des Rumänischen Kulturinstituts Berlin
- 2017 Barockkolloquium, Brukenthal National Museum Hermannstadt, Rumänien
- 2019 Zeitreise, Galerie Kunstgewölbe, Dinkelsbühl
- 2020 Die Welt als Allegorie und Mythos, Kunstmuseum Klausenburg, Rumänien
- 2025 Welttheater im Stadttheater Fürth

## Gruppenausstellungen (Auswahl)
- 1989 Salon d' Automne, Grand Palais, Paris
- 1991 Weltausstellung TELEKOM, Genf
- 1992 Realismus International City-Center, Fürth
- 1994 Realismus heute, Stadtmuseum Erlangen
- 1994 Triumph der Kunst, Triumph Adler, Nürnberg
- 1994 ART EXPO New York (vertreten durch die Galerie Michele Boulette)
- 1999 Malerei und Plastik fränkischer Künstler, Schloss Pommersfelden
- 1999–2001 Opera Gallery, Paris, New York, Singapur, Miami
- 2002 Art fever, Adidas, Tokio
- 2003 Albemarle Gallery, London
- 2004 Georges Sand á travers des artistes Contemporains, Museé Chateauroux, Frankreich
- 2004 Labyrinthe und Irrgärten, Schloss Honhardt
- 2005 Dalis Erben malen Europa, Hopfenmuseum, Wolnzach
- 2005 Salon d’Automne, Paris
- 2006 Galerie ART AFFAIR, Regensburg
- 2006 Salon Comparaisons, Grand Palais, Paris
- 2006 Apokalypse, Deutsches Hopfenmuseum, Wolnzach
- 2006 Salon des Artistes Independants, Paris
- 2006 siehmalan, Haus der Kunst, München
- 2007 Plastica Naboria, 3. Kunstbiennale Saint-Avold, Frankreich
- 2007 Europaparlament, Brüssel
- 2007 Blickwinkel - Reflexionen eines Stadtbildes, Kitzingen
- 2007 Scheinwelten - Augentäuschung in der Malerei der Gegenwart, Stadtmuseum Fembohaus, Nürnberg
- 2007 Neuer Kunstsalon 2007 Haus der Kunst, München
- 2008 Neuer Kunstsalon 2008, Haus der Kunst, München
- 2008–2009 Babylon - Myth and Reality, British Museum, London
- 2009 FMDK Kunstsalon  im Haus der Kunst, München
- 2009 Der verführte Betrachter,  Wasserschloss Bad Rappenau
- 2010 Illusion der Wirklichkeit, München
- 2010–2014 Malerei-Graphik-Skulptur MKG zu Gast im Haus der Kunst, München
- 2015–2021 Jahresausstellung MKG im Staatlichen Museum Ägyptischer Kunst, München
- 2022–2024 Jahresausstellung MKG, Münchner Künstlerhaus
- 2025 Facetten der Wirklichkeit - Realismus in der Malerei, Stadtmuseum Erlangen